# Diócesis de Koudougou
La diócesis de Koudougou (en latín: Dioecesis Kuduguensis y en francés: Diocèse de Koudougou) es una circunscripción eclesiástica de la Iglesia católica en Burkina Faso. Se trata de una diócesis latina, sufragánea de la arquidiócesis de Uagadugú. Desde el 4 de noviembre de 2011 su obispo es Joachim Ouédraogo.

## Territorio y organización
La diócesis tiene 26 354 km² y extiende su jurisdicción sobre los fieles católicos de rito latino residentes en la región Centro-Oeste y áreas adyacentes.
La sede de la diócesis se encuentra en la ciudad de Koudougou, en donde se halla la Catedral de San Agustín.
En 2021 en la diócesis existían 24 parroquias.

## Historia
La prefectura apostólica de Ouahigouya fue erigida el 12 de junio de 1947 con la bula Quo in Africa del papa Pío XII, obteniendo el territorio del vicariato apostólico de Uagadugú (hoy arquidiócesis).
El 14 de junio de 1954, en virtud de la bula Quemadmodum amantissimus del papa Pío XII, la prefectura apostólica fue elevada a vicariato apostólico y tomó el nombre de vicariato apostólico de Koudougou.
El vicariato apostólico fue elevado a diócesis el 14 de septiembre de 1955 con la bula Dum tantis del papa Pío XII.
El 23 de junio de 1958 cedió una parte de su territorio para la erección de la diócesis de Ouahigouya mediante la bula Sollemne nobis del papa Pío XII.

## Estadísticas
Según el Anuario Pontificio 2022 la diócesis tenía a fines de 2021 un total de 423 890 fieles bautizados.
| Año                                                                             | Población            | Población | Población      | Sacerdotes | Sacerdotes    | Sacerdotes    | Bautizados por sacerdote | Diáconos permanentes | Religiosos | Religiosos | Parroquias |
| Año                                                                             | Bautizados católicos | Total     | % de católicos | Total      | Clero secular | Clero regular | Bautizados por sacerdote | Diáconos permanentes | Varones    | Mujeres    | Parroquias |
| ------------------------------------------------------------------------------- | -------------------- | --------- | -------------- | ---------- | ------------- | ------------- | ------------------------ | -------------------- | ---------- | ---------- | ---------- |
| 1950                                                                            | 10 024               | 864 499   | 1.2            | 24         | 1             | 23            | 417                      |                      |            | 8          | 6          |
| 1969                                                                            | 38 106               | 754 000   | 5.1            | 40         | 5             | 35            | 952                      |                      | 55         | 56         | 10         |
| 1980                                                                            | 79 829               | 903 106   | 8.8            | 41         | 14            | 27            | 1947                     |                      | 47         | 72         | 12         |
| 1990                                                                            | 123 701              | 1 243 955 | 9.9            | 42         | 27            | 15            | 2945                     |                      | 30         | 76         | 12         |
| 1997                                                                            | 173 764              | 1 427 931 | 12.2           | 66         | 56            | 10            | 2632                     |                      | 27         | 87         | 12         |
| 2000                                                                            | 280 927              | 1 365 267 | 20.6           | 64         | 55            | 9             | 4389                     |                      | 27         | 97         | 13         |
| 2001                                                                            | 172 464              | 1 388 102 | 12.4           | 65         | 56            | 9             | 2653                     |                      | 29         | 100        | 14         |
| 2002                                                                            | 254 677              | 1 449 986 | 17.6           | 69         | 59            | 10            | 3690                     |                      | 29         | 105        | 14         |
| 2003                                                                            | 254 325              | 1 450 883 | 17.5           | 69         | 58            | 11            | 3685                     |                      | 30         | 105        | 16         |
| 2004                                                                            | 228 780              | 1 525 810 | 15.0           | 69         | 59            | 10            | 3315                     |                      | 24         | 68         | 16         |
| 2013                                                                            | 318 960              | 1 753 112 | 18.2           | 86         | 71            | 15            | 3708                     |                      | 33         | 68         | 18         |
| 2016                                                                            | 361 607              | 1 691 723 | 21.4           | 89         | 76            | 13            | 4063                     |                      | 53         | 175        | 19         |
| 2019                                                                            | 399 200              | 1 809 000 | 22.1           | 97         | 81            | 16            | 4115                     |                      | 39         | 176        | 24         |
| 2021                                                                            | 423 890              | 1 920 950 | 22.1           | 99         | 83            | 16            | 4281                     |                      | 39         | 176        | 24         |
| Fuente: Catholic-Hierarchy, que a su vez toma los datos del Anuario Pontificio. |                      |           |                |            |               |               |                          |                      |            |            |            |

## Episcopologio
- Joseph-Marie-Eugène Bretault, M.Afr. † (24 de octubre de 1947-19 de noviembre de 1965 renunció[nota 2])
- Anthyme Bayala † (15 de noviembre de 1966-3 de abril de 1984 falleció)
- Basile Tapsoba (2 de julio de 1984-21 de mayo de 2011 renunció)
- Joachim Ouédraogo, desde el 4 de noviembre de 2011